# Kassapa II
Kassapa II fou rei d'Anuradhapura (Sri Lanka) del 652 al 661.
Kassapa fou nomenat sub-rei de Ruhunu pel seu germà el rei Aggabodhi III en el segon regnat d'aquest. El sub rei es va mantenir a Ruhunu sota el rei Dathopa Tissa I i quan el seu germà va recuperar el tron per tercera vegada va esdevenir de fet el poder efectiu de l'illa i aprofitant les actuacions del rei enderrocat va squejar alguns temples en benefici propi. Quan Dathopa Tissa va tornar amb un exèrcit de mercenaris indis, el rei Aggadabodhi III es va retirar a Ruhunu però Kassapa va restar al nord lluitant contra el pretendent al que va acabar derrotant i el va expulsar cap a l'Índia. La mort del seu germà li va permetre ocupar el tron (tot i que ja tenia el govern efectiu).
Llavors es va adonar que calia tenir contents als monjos si volia mantenir el poder i va restaurar tot el que s'havia damnat als temples, va crear jardins de flors i fruites i va construir diversos tancs d'aigua. També va fer ofrenes importants a les dagobes Ruwanwelisaya, Abhayagiri, Jetavanaramaya i Thuparamaya i va estimular als monjos i religiosos a predicar la religió i no a viure tancats 
Un altre cop Dathopa Tissa va retornar al país des de l'Índia amb un exèrcit mercenari important, però fou altre cop derrotat i aquesta vegada va resultar mort.
Les cròniques xineses de l'època descriuen en detall els vestits i les costums dels singalesos. Les robes que usaven estaven desgastades i els homes tenien el seu cabell lligat en nusos i en la part posterior del coll com era encara fa un segle. Les dones no s'asseien a menjar amb els marits i es retiraven a algun apartament privat per menjar el seu propi menjar, com es fa en l'actualitat a la regió de Kandy (i en llocs de l'Índia)
El rei va ser el patró del erudit monjo Maha Dhammakathi i li va entregar un lloc per viure i les rendes del poble Maha-Nitthila. Va adornar dagobes amb joies i gemmes pels pinacles i va regalar terres als monjos.
El rei tenia diversos fills entre els quals el gran era Manaka. Però el rei es va posar malalt estant a les portes de la mort quan tots els seus fills eren encara joves i llavors va cridar al seu nebot Mana, un home reputat per ser bon administrador, que vivia a Ruhunu, i li va encarregar la regència del regne i la custodia dels seus fills.
Va morir al cap de nou anys de regnat, i Dappula, pare de Mana que era sub-rei de Ruhunu, va ser proclamat rei.